# Ona czuje we mnie piniądz
Ona czuje we mnie piniądz – piosenka i pierwszy singel grupy discopolowej Łobuzy, wydany 2 lipca 2015 przez My Music. Utwór stał się ogólnopolskim przebojem.
Teledysk do piosenki w przeciągu dwóch dni od premiery został wyświetlony 120 tys. razy w serwisie YouTube.
30 września singel uzyskał w Polsce status złotej płyty (za sprzedaż w ponad 10 tys. kopiach), a 2 marca 2016 – diamentowej, sprzedając się w ponad 100-tys. nakładzie.
W październiku 2017 czarnogórski piosenkarz Nenad "Knez" Knezevic nagrał cover piosenki – „Ona voli”.

## Lista utworów
1. „Ona czuje we mnie piniądz” (Radio Edit) [02:55]